# Драгарино
Драгарино (на македонска литературна норма: Драгарино) е село в община Битоля на Северна Македония.

## География
Селото се намира в областта Пелагония, на 12 km северно от Битоля, на 640 m надморска височина в подножието на Снеговско-облаковския масив.
Селото е от сбит тип, с малко обработваема земя и питейна вода през лятото. До Първата световна война се е намирало на 300 м. от сегашното си местоположение.

## История
Според местна легенда името идва от някой си Драгор, който основал селото. Край селото, в местността Кула се е намирала кула, която според местни жители се е намирала кула на Крал Марко. В землището на селото се намират и други останки от предишни епохи.
В 1607 година жителите на Драгорино взимат едногодишен заем от вакъфа на Ахмед паша при месджида на шейх Хъзр Бали в Битоля в размер на 2000 акчета при лихва от 15% процента. Гаранти за парите са всички селяни, един за друг. През 1609 година дългът е в размер на 3000 акчета. През 1610 като длъжници на същия вакъф поименно са изброени следните жители на селото: Димо Никле, Велче Петре, Стоян Цветко, железара Петко, Зойче Митан, Йовче Митре, Груйо Митре, Гърдан Стойко, Никола Йован и Марко Стоян. В сиджил от 1620-1621 година е отбелязано, че 6 ханета (домакинства) в Драгорино дължат военния данък нузул за османския поход срещу Полша.
В XIX век Драгарино е малко изцяло българско село в Битолска кааза, Битолска нахия на Османската империя. Според Йован Трифуноски през първата половина на XIX век в Драгарино се заселват два рода, чиито потомци съставляват цялото население на селото през втората половина на XX век - Размовци и Веляновци. Размовци са преселници от Вирово, а Веляновци - от Църничани.
Гробищната църква на селото „Възкресение Христово“ е от 1878 година. Според статистиката на Васил Кънчов („Македония. Етнография и статистика“) от 1900 година Драгарино е има 55 жители, всички българи християни.
На Етнографската карта на Битолския вилает на Картографския институт в София от 1901 година Драгарино е чисто българско село в Битолската каза на Битолския санджак с 8 къщи.
Цялото население на селото е под върховенството на Българската екзархия. По данни на секретаря на екзархията Димитър Мишев („La Macédoine et sa Population Chrétienne“) в 1905 година в Драгорино има 40 българи екзархисти и функционира българско училище. Към 1906-1907 година енорийски свещеник в Драгарино и Кърклино е Василий Колев.
Към 1912 година селото е чифлик на Мемет ефенди от Битоля, който има чифлици и в Църнобуки, Новаци и Вашарейца. В 1925 година жителите на Драгарино купуват земята от Зия бег, син на Мемет ефенди. По това време къщите в селото са 5 - 3 на Веляновци и 2 на Размовци.
По време на българското управление на Вардарска Македония през Първата световна война Драгарино е част от Кукуречанска община в Битолска селска околия и има 56 жители.
В 1961 година селото има 131 жители и 19 къщи. Населението се изселва в Битоля, Австралия, САЩ и Европа. Според преброяването от 2002 година селото има 86 жители самоопределили се като северномакедонци.
| Националност     | Всичко |
| северномакедонци | 86     |
| албанци          | 0      |
| турци            | 0      |
| роми             | 0      |
| власи            | 0      |
| сърби            | 0      |
| бошняци          | 0      |
| други            | 0      |

В 2008 година има 136 жители.
В 2015 година в Драгарино е осветена църква „Успение на Пресвета Богородица“.